# Iriver
iriver Limited  è la compagnia figlia di ReignCom  vende prodotti elettronici.
marchio fondato nel 1999 con sede a Seul in Corea del Sud.
È conosciuta soprattutto per i suoi lettori mp3 e lettori multimediali portatili ma produce anche a lettori CD, archivi di massa USB e radio FM. La iriver, insieme alla francese Archos, è uno dei principali produttori di lettori multimediali MP3 e MP4 dalle elevate qualità audio e video.
Al CES 2008 presenta il suo primo telefono cellulare con UMTS, wi-fi, 4GB di memoria espandibile, 2 megapixel di fotocamera e schermo da 3 pollici touch screen e GPS integrato.

## Elenco dei prodotti

### Lettori con disco rigido
- H10 serie: (5 GB, 6 GB, 20 GB), schermo a colori a 16bit, può registrare dalla Radio, microfono interno.
- H100 serie (prima col marchio "iHP-"): H110 (10 GB), 115 (15 GB), 120 (20 GB) e 140 (40 GB).
- H300 serie,  capace di trasferire immagini direttamente dalle fotocamere e dati lettori con memoria flash, visione di foto e video XviD a 10FPS. . Modelli: H320 (20 GB) e H340 (40 GB).

### Lettori con memoria flash
- N10 serie: (128 MB, 256 MB, 512 MB, 1 GB).
- N11 serie: (128 MB, 256 MB, 512 MB, 1 GB).
- iFP-1000 serie: (256 MB) and 1095 (512 MB). con fotocamera digitale interna.
- iFP-900 serie: (256 MB, 512 MB, 1 GB). Con schermo a colori.
- iFP-800 serie: (128 MB, 256 MB, 512 MB, 1 GB).
- iFP-700 serie: (128 MB, 256 MB, 512 MB, 1 GB).
- iFP-100T series: 195TC (512 MB), 190TC (256 MB), 180T (128 MB).
- T10 serie: (256 MB, 512 MB, 1 GB).
- T20 serie: (256 MB, 512 MB, 1 GB)
- T30 serie: (256 MB, 512 MB, 1 GB). tIl primo lettore mp3 Irver con batteria AAA.
- H10jr.: (512 MB, 1 GB).

### Lettori multimediali portatili
- PMP-100 serie: PMP-120 (20 GB) e PMP-140 (40 GB).
- PMC-100, con Sistema operativo Microsoft Windows Mobile.
- U10 Lettore Flash (512MB, 1GB, 2GB)
- G10 Con connessione Wi-Fi ha la possibilità di permettere lo streaming di musica e video da un servizio digitale di scaricamento (download) al G10. Il G10 sarà venduto con tagli da 4 e 8GB.